# Yamagata-præfekturet
Yamagata-præfekturet (山形県 Yamagata-ken) er et præfektur i Japan, som ligger i regionen Tōhoku på øen Honshū. Det har et areal på 9.323 km2
og et befolkningstal på 1.063.231 (2021) indbyggere. Hovedbyen og den største by er Yamagata.